# Garuleum sonchifolium
Garuleum sonchifolium là một loài thực vật có hoa trong họ Cúc. Loài này được (DC.) Norl. mô tả khoa học đầu tiên năm 1943.